# Zotsara Randriambololona
Zotsara Randriambololona (Niza, 22 de abril de 1994) es un futbolista franco-malgache que juega de delantero en el F. C. Bălți moldavo.

## Selección nacional
Es internacional con la selección de fútbol de Madagascar desde 2015.

## Clubes
| Club                        | País     | Año       |
| --------------------------- | -------- | --------- |
| C. S. Sedan II              | Francia  | 2012-2013 |
| A. J. Auxerre II            | Francia  | 2013-2014 |
| R. E. Virton                | Bélgica  | 2014-2017 |
| Royal Antwerp F. C.         | Bélgica  | 2017-2019 |
| K. S. V. Roeselare (cedido) | Bélgica  | 2018      |
| F. C. Fleury                | Francia  | 2019-2021 |
| F. C. Bălți                 | Moldavia | 2021-     |